# Championnat du Danemark de football 2006-2007
Navigation
Saison précédente Saison suivante
La saison 2006-2007 du Championnat du Danemark de football était la 94e édition du championnat de première division au Danemark. Les 12 meilleurs clubs du pays se retrouvent au sein d'une poule unique, la Superligaen, où ils s'affrontent trois fois, à domicile et à l'extérieur. À l'issue du championnat, les deux derniers du classement sont relégués et remplacés par les deux meilleurs clubs de 1.division.
C'est le FC Copenhague, champion du Danemark en titre, qui remporte la compétition en terminant en tête de la poule. C'est le 6e titre de champion du Danemark de l'histoire du club.

## Les 12 clubs participants
| - FC Copenhague - AC Horsens - Vejle BK - Promu de 1.division - Viborg FF - Randers FC - Promu de 1.division - FC Midtjylland | - Silkeborg IF - OB Odense - FC Nordsjælland - Brondby IF - AaB Aalborg - Esbjerg fB |

## Compétition

### Classement
Le barème utilisé pour établir le classement est le suivant :
- Victoire : 3 points
- Match nul : 1 point
- Défaite : 0 point

| Rang | Équipe            | Pts | J  | G  | N  | P  | Bp | Bc | Diff |
| ---- | ----------------- | --- | -- | -- | -- | -- | -- | -- | ---- |
| 1    | FC Copenhague (T) | 76  | 33 | 23 | 7  | 3  | 60 | 23 | +37  |
| 2    | FC Midtjylland    | 63  | 33 | 18 | 9  | 6  | 58 | 39 | +19  |
| 3    | AaB Aalborg       | 61  | 33 | 18 | 7  | 8  | 55 | 34 | +21  |
| 4    | OB Odense (C)     | 58  | 33 | 17 | 7  | 9  | 45 | 36 | +9   |
| 5    | FC Nordsjælland   | 57  | 33 | 16 | 9  | 8  | 68 | 40 | +28  |
| 6    | Brøndby IF        | 49  | 33 | 13 | 10 | 10 | 50 | 38 | +12  |
| 7    | Esbjerg fB        | 40  | 33 | 10 | 10 | 13 | 46 | 51 | -5   |
| 8    | Randers FC (P)    | 38  | 33 | 10 | 8  | 15 | 41 | 53 | -12  |
| 9    | Viborg FF         | 29  | 33 | 8  | 5  | 20 | 34 | 64 | -30  |
| 10   | AC Horsens        | 28  | 33 | 6  | 10 | 17 | 29 | 53 | -24  |
| 11   | Vejle BK (P)      | 25  | 33 | 6  | 7  | 20 | 35 | 64 | -29  |
| 12   | Silkeborg IF      | 22  | 33 | 5  | 7  | 21 | 34 | 60 | -26  |

|  | Qualification pour la Ligue des clubs champions 2007-2008                                      |
|  | Qualification pour la Coupe UEFA 2007-2008                                                     |
|  | Qualification pour la Coupe Intertoto 2007                                                     |
|  | Relégation en 1.division                                                                       |
|  | (T) : Tenant du titre (C) : Vainqueur de la Coupe du Danemark (P) : Promu de deuxième division |

## Bilan de la saison
| Championnat du Danemark de football 2006-2007 |                          |
| Champion                                      | FC Copenhague (6e titre) |
| Coupes et trophées                            |                          |
| Vainqueur de la Coupe du Danemark 2006-2007   | OB Odense                |
| Qualifications continentales                  |                          |
| Ligue des clubs champions 2007-2008           | FC Copenhague            |
| Coupe UEFA 2007-2008                          | FC Midtjylland           |
| Coupe UEFA 2007-2008                          | OB Odense                |
| Coupe Intertoto 2007                          | AaB Aalborg              |
| Promotions et relégations                     |                          |
| Promus en Superligaen                         | Lyngby BK                |
| Promus en Superligaen                         | AGF Aarhus               |
| Relégués en 1.division                        | Vejle BK                 |
| Relégués en 1.division                        | Silkeborg IF             |